# Gábor Fodor
Gábor Fodor (ur. 27 września 1962 w Gyöngyös) – węgierski polityk, deputowany krajowy i minister, w latach 2008–2009 przewodniczący Związku Wolnych Demokratów (SzDSz).

## Życiorys
W 1987 ukończył studia prawnicze na Uniwersytecie im. Loránda Eötvösa w Budapeszcie. Pracował m.in. jako nauczyciel akademicki na macierzystej uczelni. W 1988 znalazł się wśród założycieli opozycyjnego Fideszu. Z listy tego ugrupowania w 1990 został po raz pierwszy wybrany na posła do Zgromadzenia Narodowego. Przeszedł następnie do Związku Wolnych Demokratów. Z ramienia tego ugrupowania uzyskiwał reelekcję w 1994, 1998, 2002 i 2006, zasiadając w węgierskim parlamencie do 2010. Dwukrotnie obejmował stanowiska ministerialne. Od lipca 1994 do grudnia 1995 był ministrem edukacji w rządzie, którym kierował Gyula Horn. Od maja 2007 do kwietnia 2008 sprawował natomiast urząd ministra ochrony środowiska i zasobów wodnych w gabinecie, na czele którego stał Ferenc Gyurcsány. W latach 2008–2009 był przewodniczącym Związku Wolnych Demokratów. W 2013 utworzył i stanął na czele Węgierskiej Partii Liberalnej. Przed wyborami w 2014 wprowadził ją do lewicowej koalicji wyborczej Jedność. Z jej ramienia uzyskał ponownie mandat deputowanego do Zgromadzenia Narodowego, który wykonywał do 2018. W 2019 ustąpił z funkcji przewodniczącego partii.